# Dogger Bank-betegség

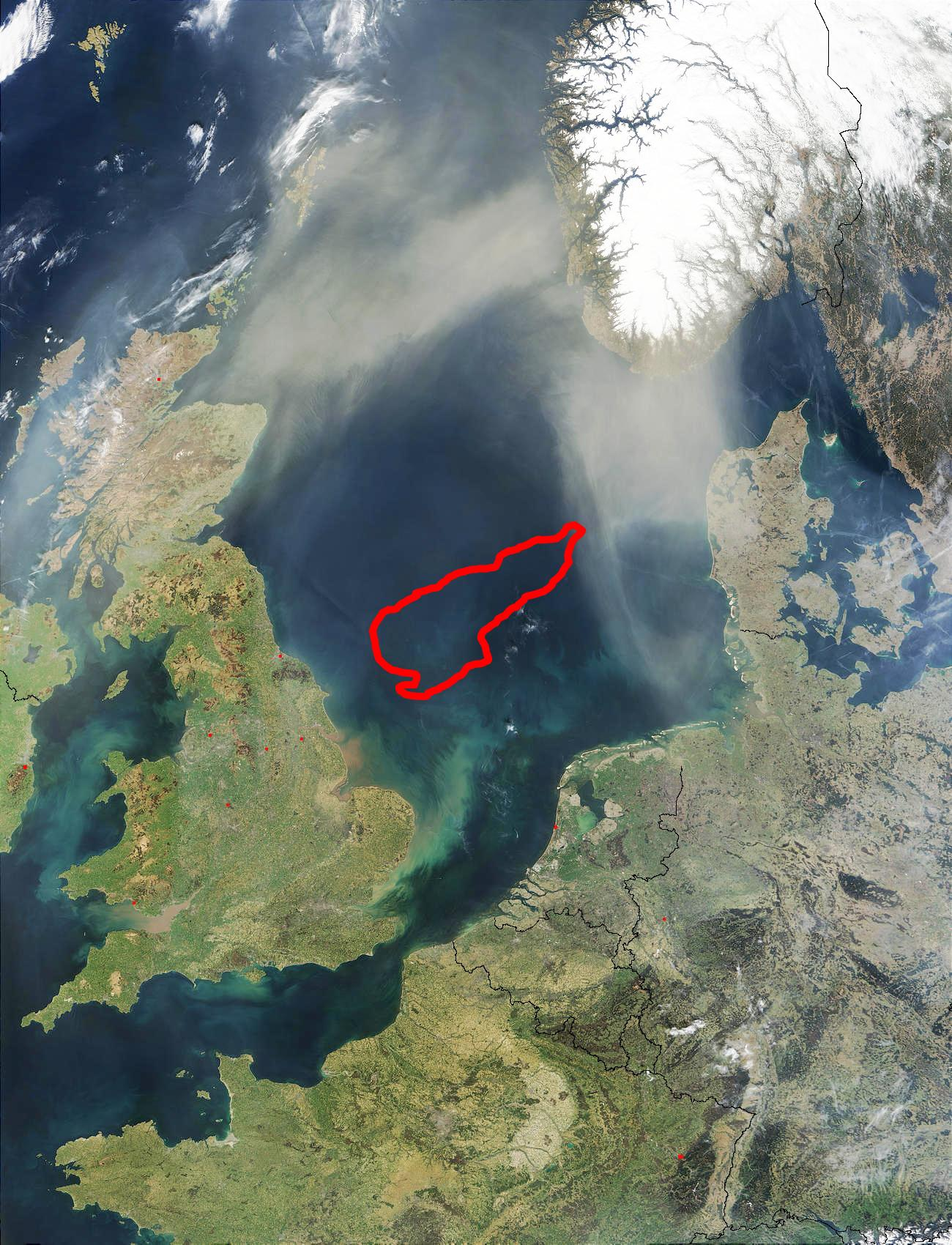
az Északi-tenger műholdfelvételen, pirossal jelölve Dogger-pad (Dogger Bank)

A Dogger Bank-betegség avagy Dogger Bank-viszketés (németül: Doggerbank-Krankheit, Doggerbank-Jucken; angolul: Dogger Bank itch) egy bőrmegbetegedés, melyet kizárólag az Északi-tenger azon halászai kapnak el, akik a tenger középső részén lévő Dogger-pad vizein fenékhálóval halásznak, de újabban jelentettek hasonló megbetegedéseket a Baie de la Seine körzetéből is.

## Okai és tünetei
A Dogger Bank-betegség egy allergiás reakció a (2-hidroxietil)-dimetilszulfoxónium-kationra, melyet a mohaállatok (Bryozoa) közé tartozó Alcyonidium gelatinosum állít elő.

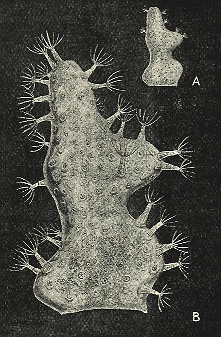
Alcyonidium gelatinosum

Ezek az élőlények csak ebben a tengeri régióban fordulnak elő, az itteni tengerfenéken élnek kolóniákban és a fenékhálós halászat révén kerülnek a felszínre. A halászok így akaratlanul is érintkezésbe kerülnek az állatkákkal, és így néhány hónapon vagy éven belül érzékenység alakul ki a bőrben a szóban forgó ionnal szemben.

(2-hidroxiethil)-dimetilszulfoxónium-klorid

A szulfoxóniumion nagyon csekély koncentrációban fordul elő, a mohaállatok száraztömegének mindössze 5 ppm-je áll ebből az anyagból. A bőrrel érintkezve a bőr vagy a vérszérum proteinjéhez kapcsolódik és így antigént képez, ami az allergiás reakciót kiváltja. Tünetei a bőr kivörösödése (eritéma) és ödémák illetve hólyagok keletkezése.

## Fordítás
- Ez a szócikk részben vagy egészben  a   Doggerbank-Krankheit című német Wikipédia-szócikk fordításán alapul.  Az eredeti cikk szerkesztőit annak laptörténete sorolja fel. Ez a jelzés csupán a megfogalmazás eredetét és a szerzői jogokat jelzi, nem szolgál a cikkben szereplő információk forrásmegjelöléseként.